# پروانه‌ماهی هرمی
پروانه‌ماهی هرمی (نام علمی: Hemitaurichthys polylepis) نام یک گونه از تیره پروانه‌ماهی است.